# Kelebija

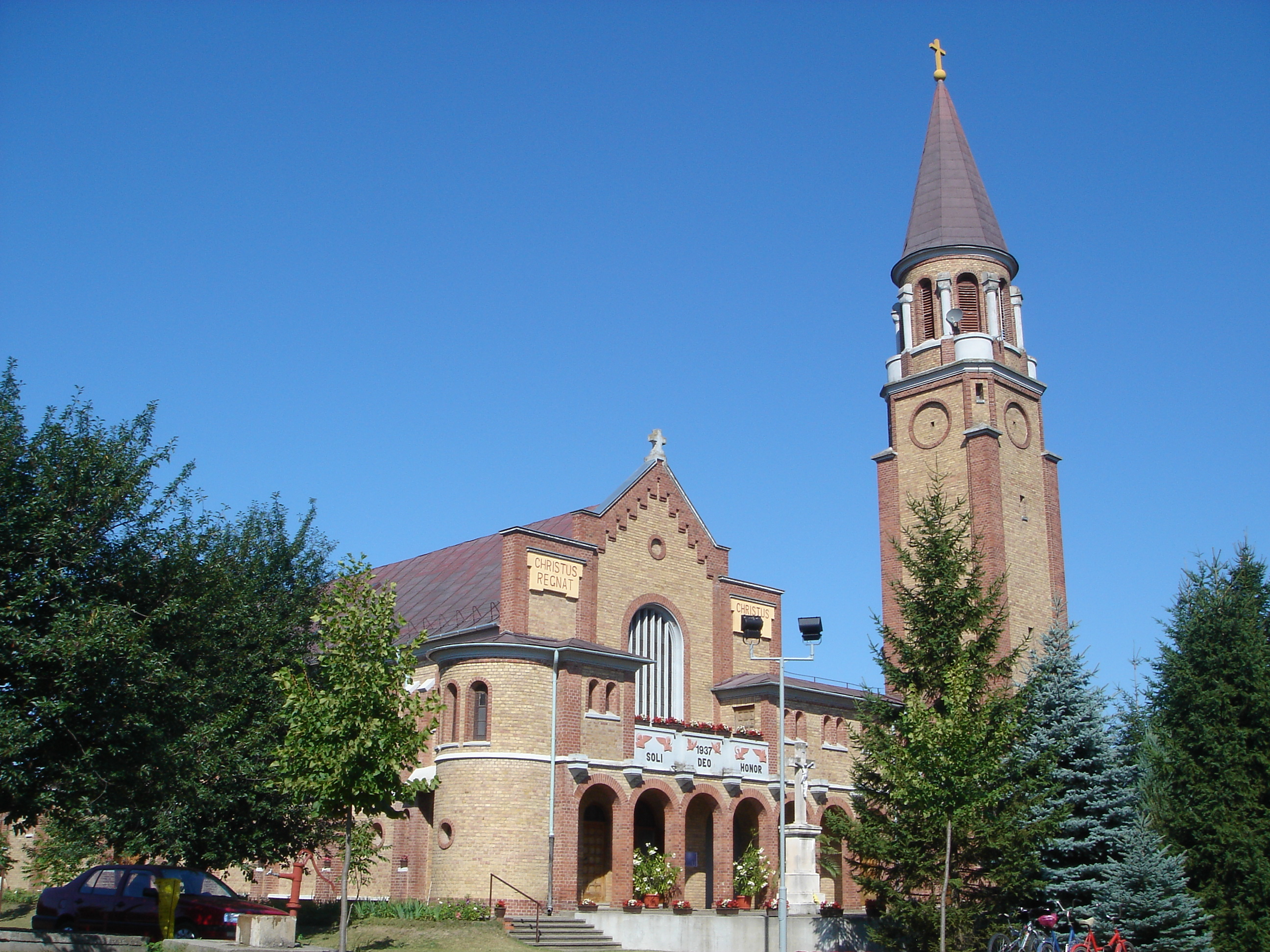
Římskokatolický kostel v Kelebiji

Kelebija (v cyrilici Келебија, maďarsky Kelebia) je obec v opštině Subotica na severním okraji Srbska u hranice s Maďarskem. Je nejsevernější obcí v zemi. Podle sčítání lidu z roku 2002 tu žije 2168 obyvatel, kteří jsou z větší části maďarské národnosti (58,8 %).
Obec, která je poprvé vzpomínána již roku 1297 (tedy dříve než Subotica, s jejímž vývojem je blízká Kelebija spjata), byla během nelehkých časů uhersko-tureckých válek vypálena a až v 18. století obnovena. Pro obec byla významnou událostí rovněž i Trianonská smlouva, která část jejího území oddělila; zatímco ves samotná se stala součástí království SHS, menší kus její plochy zůstal v Maďarsku. Tam byla vybudována nová vesnice se stejným názvem. Mnozí Maďaři proto rozlišují obě obce a srbskou označují jako Alsó-Kelebia (tj. dolní).
V obci se rovněž nachází hraniční přechod, který spojuje Srbsko s Maďarskem. Obyvatelstvo se věnuje převážně zemědělství. Místní Maďaři jsou také kulturně i nábožensky velmi aktivní; v Kelebiji se nachází římskokatolický kostel, konají se folklórní festivaly.
V roce 1919 zde po potyčce s celníky spáchal sebevraždu maďarský spisovatel Géza Csáth.